# Riba
Riba (Ar: ربا)is het Arabische woord voor rente of woeker. De uitdrukking is bekend van het zogenaamde renteverbod, dat moslims verbiedt geld te lenen of uit te lenen tegen rente.

## Achtergrond
Het renteverbod is afgeleid uit verschillende Koranverzen. In een hiervan wordt zelfs expliciet bepaald dat een ieder die geld uitleent "wanneer hij zich omdraait de hoofdsom zal terugkrijgen". Voor de achtergrond van het verbod op renteheffing zijn verschillende mogelijke verklaringen.
- Een gangbare verklaring is dat goederen niet zomaar uit het niets kunnen ontstaan. Geld wordt gemaakt van metaal en dat is weer gemaakt door God. Maar de mens mag niet "zomaar" extra geld "uit het niets" creëren, dan speelt hij voor God. Daarom is geld slechts een instrument om waarde van andere zaken af te meten, maar kan het uit zichzelf geen waarde hebben;
- Een andere lezing is dat men woekerpraktijken wilde verbieden. Veel woekeraars rekenden namelijk, zeker in de tijd van Mohammed, zo veel rente dat schuldenaars niet meer uit hun schuldenlast konden komen. Het doel van dergelijke woekerleningen was uiteindelijk dat de schuldenaar zijn bezittingen of zelfs zijn vrijheid moest afstaan aan de schuldeiser.

## Interpretatie
In de meest strikte interpretatie is iedere vorm van rente verboden. Dit omvat tevens:
- Het vooraf afspreken van een vergoeding voor het ter beschikking stellen van geld;
- Het verkopen van schuldpapier boven of beneden de nominale waarde;
- Rente in natura: het terugkrijgen van een grotere hoeveelheid na het uitlenen van een bepaalde hoeveelheid. Een voorbeeld is het uitlenen van 10 ton graan waarna men 11 ton terugkrijgt;
- Rente in natura: het uitlenen van goederen en hier dezelfde hoeveelheid maar van betere kwaliteit voor terugkrijgen;
- Het berekenen van vertragingsrente of kosten wegens te late betaling;
- Het verlenen van korting wegens eerdere betaling;
- Het handelen in rentedragend kapitaal.

De interpretatie van het renteverbod is zeker niet in de hele islamitische wereld eenduidig. Er bestaan hybride kapitaalvormen die tussen rentetrekkend vreemd vermogen en dividendtrekkend eigen vermogen in zweven. Voorbeelden zijn betalingen uit PESCs en CPECs, of uit achtergestelde winstafhankelijke obligaties. Moslimgeleerden zullen dan moeten uitmaken of deze kapitaalvormen halal of haram zijn.
Mohammed Abduh en anderen waren van mening dat de Koran woeker verbood, maar redelijke rente toestond. Toen de Koran werd geopenbaard, kende men geen banken, maar wel woekeraars.

## Gevolgen
Het renteverbod wordt niet door alle moslims even strikt nageleefd. Sommige moslims interpreteren riba als woeker. In deze interpretatie is een lage of marktconforme rente geen woeker en dus toegestaan. Anderen vinden dat men in principe renteloos moet kunnen lenen en beleggen, maar staan niet-islamitisch bankieren toe als er geen alternatief is. De meest conservatieve moslims verwerpen iedere vorm van rente. Gevolg is dat veel conservatieve moslims noodgedwongen hun geld niet beleggen en weigeren een hypothecaire lening aan te gaan.

## Alternatieven
In de tweede helft van de 20e eeuw is het islamitisch bankieren opgekomen. Hierin worden alternatieven voor rente aangeboden. Een aantal voorbeelden zijn:
- Een renteloze spaarrekening;
- De belegger krijgt in plaats van rente een winstaandeel van de onderliggende onderneming;
- Lease, waarbij de betalingen als huur in plaats van rente kwalificeren;
- Het verstrekken van "vrijwillige giften" in plaats van rente.
- Murabaha, waarbij de islamitische bank een goed (vaak een commodity) koopt, dit aan de klant verkoopt tegen marktprijs plus winstopslag, waarna de klant het tegen marktprijs aan de markt verkoopt. Het mislukte Bila Riba initiatief voor een halalhypotheek in Nederland volgde dit principe.
- Musharaka, een constructie waarbij de financier tijdelijk mede-eigenaar wordt.
- Omdat het verbieden van vertragingsrente of boete wegens te late betaling dit kan aanmoedigen, wordt deze in islamitisch bankieren vervangen door het verplicht storten van bedragen aan liefdadigheidsinstellingen.

Deze constructies zijn overigens ook binnen de islamitische wereld controversieel; een deel van de moslims vindt dat het renteverbod feitelijk slechts omzeild wordt en dat financiele instellingen uiteindelijk toch rente in verkapte vorm ontvangen.